# بدائع المكظم
بدائع المكظم هي قرية صغيرة تبعد حوالي 45 كيلو متر جنوب غرب منطقة حائل. ويمر خلالها وادي الأديرع أحد أكبر وديان شمال المملكة وهو الأطول في منطقة حائل.

## سبب التسمية
سميت بدائع المكظم لأنها تقع قبالة مكظم وادي الاديرع (وهو مكان يضيق فيه مجرى الوادي بين جبلين)
وقد أُنشئ فيها سد مياه حديث سمي بسد مكظم بزاخة. (بزاخة: جبل يبعد عن بدائع المكظم قرابة 3 كيلو متر فيه يبدأ وادي الأديرع بالجريان كاملا)